# الملعب الأولمبي الجامعي
ازتيكا stadium. Estadio هو استاد في مدينة مكسيكو، المكسيك. فمن المالك فريق المكسيك المنتخب الوطني لكرة القدم وفريق كلوب أمريكا المكسيكي.
ملعب ازتيكا كان المكان الرئيسي لكرة القدم في دورة الألعاب الأولمبية الصيفية لعام 1968 وهو الاستاد الوحيد من أي وقت مضى اثنين من الفيفا لاستضافة مباريات كأس العالم النهائية، في 1970 و1986. كما استضافت 1986 - ربع النهائي بين الأرجنتين وانكلترا في دييغو مارادونا الذي سجل كل من «يد الله» الهدف والغاية «القرن». كما استضاف استاد «لعبة من هذا القرن»، وعندما هزمت إيطاليا ألمانيا مع العشرات من 4-3 في الوقت الإضافي. بسعة 105,000 (القدرة الأصلي من 114,600)، ومن الاستاد الأكبر في أمريكا اللاتينية وخامس أكبر دولة في العالم.

## التاريخ
كانت المباراة الافتتاحية بين فريقي كلوب أمريكا ونادي تورينو يوم 26 مايو، 1966، مع مقاعد لل494 متفرج. وسجل الهدف الأول كان عن طريق البرازيلي ارليندو دوس سانتوس كروز وثانية واحدة عن طريق البرازيلي خوسيه ألفيس "Zague"؛ في وقت لاحق، وتعادلت إيطاليا في المباراة التي انتهت بالتعادل 2-2. الرئيس المكسيكي غوستافو دياز أورداز جاءت ضربة البداية، ورئيس الفيفا السير ستانلي راوس كان الشاهد.
ونظام الإضاءة الحديثة افتتح يوم 5 يونيو عام 1966 مع أول مباراة الليلة بين فالنسيا ونيكاكسا المكسيكي. الهدف الأول من المباراة احرز هندوراس خوسيه كاردونا. في هذه اللعبة روبرتو مارتينيز س Caña برافا وسجل الهدف الأول الذي أدلى به في المكسيك. وكانت النتيجة النهائية 3-1 في مصلحة فالنسيا.
هناك لوحة تذكارية بأسماء هداف أول هدف في المباراة الأولى في وضح النهار، وأول لعبة الليل.
ملعب ازتيكا هو أيضا الموقع الذي بيليه ودييجو مارادونا (خلال عامي 1970 و1986 كأس العالم)، في نظر الكثيرين، واثنين من أفضل لاعبي كرة القدم على الإطلاق، ورفع الكأس للمرة الأخيرة (وجول ريميه الكأس وفي كأس العالم الحالية لكرة القدم الكأس، على التوالي).
الاستاد كما استضافت البطولات الدولية مثل النادي في كأس InterAmericana وكأس ليبرتادوريس لأمريكا.

## الأسماء
اسم ملعب «ازتيكا» هو تكريم للتراث ازتيك في مكسيكو سيتي. الاستاد لم تكن أبدا في الاستاد الأولمبي. هذا الدور في عام 1968 كان للملعب أوليمبيكو يونيفرسيتاريو. الاستاد الآن مملوكة لكونسورتيوم التلفزيون تيليفيزا المكسيكية. تفاديا لربط الناس الاستاد اسم مع ان منافستها تلفزيون الأزتيك، تيليفيزا رسميا تغيير اسم الاستاد لغييرمو كانيدو مسؤول تنفيذي كبير، منذ زمن طويل في كرة القدم الدعوة تيليفيزا وعضو بارز في اللجنة التنفيذية للفيفا. حدث هذا التغيير في عام 1997، في أعقاب وفاة كانيدو في 20 يناير، [1997]. ولكن هذا التغيير لم يكن على ما يرام مع عامة السكان، الذين عادة ما ترفض أن أشير إلى الاستاد رسميا من قبل عن اسم جديد. بعد الانشقاق حيث قتل اثنان من أبناء كانيدو الذي كان يعمل في القناة، تحولت المخيمات وذهب إلى تلفزيون الأزتيك، تيليفيزا بهدوء عاد اسم الاستاد إلى النص الأصلي. بعض الناس لم يكن حتى إشعار، كما أنهم عادة ما يشار إلى الاستاد بأنه «ازتيكا» خلال تغيير الاسم.
الاستاد انه قد تم منح لقب «كولوسو دي سانتا أورسولا» التي، باللغة الإنكليزية، وتعني «العملاق سانت أورسولا»، نظرا لهيكل واسع. سانتا أورسولا يشير إلى جزء من المدينة حيث يتواجد في ملعب مدينة مكسيكو.